# Attagulipura, Chamarajanagar
Attagulipura là một làng thuộc tehsil Chamarajanagar, huyện Chamarajanagar, bang Karnataka, Ấn Độ.